# Hipposideros hypophyllus
Hipposideros hypophyllus — вид летучих мышей из семейства подковогубые (Hipposideridae). Эндемик Индии. Его естественная среда обитания — субтропические или тропические сухие леса и пещеры. Он встречается только в одной пещере в Индии, а его популяция составляет менее 200 особей.

## Описание
Предплечье у этих мышей имеет длину 38-49 мм. Шерсть на спине может быть разной окраски: у некоторых особей кончики волос серовато-коричневые, а у других — рыжевато-коричневые. Мех на от белого до бурого с белым оттенком. Уши 16,7-17,7 мм в длину; хвост 23,3-24,3 мм; задние лапы 6,7-6,9 мм в длину; листовидный носовой вырост имеет ширину 5,5-5,8 мм.

## Биология
Издаёт эхолокационные импульсы частотой в 103—105.3 килогерц. Днюет в пещерах. Hipposideros hypophyllus делит укрытие с несколькими другими видами летучих мышей, включая Hipposideros durgadasi, бурого подковогуба (Hipposideros fulvus) и индийского листоноса (Hipposideros speoris). Накапливает жир к зиме, что позволяет предположить, что в холодные месяцы может впадать в оцепенение. Беременные и кормящие самки наблюдались в конце лета.

## Распространение и среда обитания
Он известен только из одной пещеры неподалеку от деревни Хануманахалли в округе Колар штата Карнатака в Индии. Эта пещера описывается как недоступное человеку узкое отверстие в гранитных скалах. Ранее вид был обнаружен в близлежащей пещере в деревне Терахалли, но по состоянию на 2014 год он там больше не живёт. На высоте более 570 м не встречался. Единственную пещеру, где сохранился этот вид, окружает кустарниковая степь.

## Сохранение
В настоящее время МСОП оценивает вид как находящийся под угрозой исчезновения. Hipposideros hypophyllus встречается только в одной пещере, а ее популяция составляет менее 200 особей. Пещера находится на неохраняемой земле, и сам вид не охраняется индийскими законами. Его среда обитания находится под угрозой из-за незаконной добычи гранита. Добытчики гранита изгнали Hipposideros hypophyllus как минимум из двух пещер, устроив поджоги; пожары облегчают добычу гранита. Как сообщалось в 2014 году, в пещере, где до сих пор встречается этот вид, действует временный запрет на добычу полезных ископаемых. Внесение вида в список находящихся под угрозой исчезновения произошло в 2016 году; с 2004 по 2016 год находился под угрозой исчезновения. С 2000—2004 годах числился уязвимым, а с 1996—2000 гг. он был внесён в список как находящийся под меньшим риском / близкий к угрозе. Существуют петиции о защите летучих мышей в соответствии с Законом об охране дикой природы Индии, поскольку все летучие мыши в Индии считаются вредителями, за исключением двух видов. Однако по состоянию на 2017 год эти петиции не возымели эффект.